# Heraltice
Heraltice (in tedesco Heraltitz) è un comune mercato della Repubblica Ceca facente parte del distretto di Třebíč, nella regione di Vysočina.